# Vlag van Hampshire

Vlag van Hampshire

Raadsvlag voor formele gelegenheden, met een koninklijke kroon

De vlag van Hampshire is de vlag van het Engelse graafschap Hampshire. De vlag werd geregistreerd bij het Flag Institute op 12 maart 2019.
De vlag is ontworpen door Jason Saber en verder verfijnd door Brady Ells, behoudt het patroon van roos en kroon dat al eeuwenlang in verschillende gedaanten in het graafschap wordt gebruikt. In 1992 ontving het lokale provinciebestuur een formele wapenschenking met een gouden koninklijke kroon op een rood veld, boven een rode roos op een gouden veld. Jason Saber, die het beperkte koninklijke symbool van de kroon op de vlag van de gemeente wilde vermijden, verving de "koninklijke kroon" door een specifiek Saksische kroon. Dit is ook een verwijzing naar de associatie van het graafschap met het tijdperk van Alfred de Grote en zijn hoofdstad Winchester. Zo'n kroon komt ook voor in de volledige wapenuitvoering die door de raad wordt gebruikt en symboliseert precies dezelfde Alfrediaanse erfenis als bedoeld in deze vlag. De rood-witte dubbele Tudorroos is geïnspireerd op de dubbele roos op de "Arthuriaanse" tafel in de Winchester Castle.
Opvallend is dat de onderste kelk van de roos op de vlag van Hampshire naar beneden wijst, op dezelfde manier als de Yorkshire Rose. Dit geeft aan dat dit het graafschap van Southampton is, in tegenstelling tot de roos op de vlag van Northamptonshire die naar boven wijst, net als de roos op de vlag van Lancashire. De roos op de vlaggen van de Raad wijst echter naar boven.
De vlag werd op 12 maart 2019 officieel toegevoegd aan het vlaggenregister van het Flag Institute na steun van Hampshire County Council, de Lord Lieutenant van Hampshire en vele lokale organisaties.
Naast de tweekleurige rood-gele vlag die bij officiële gelegenheden wappert, wappert de gemeente ook met een blauwe banier met het gemeentelogo als "dagelijkse" vlag.
De graafschapsdag is 15 juli, de dag van Sint-Swithin. Sint-Swithin was een Angelsaksische bisschop van Winchester.